# ليسوم هنري
ليسوم هنري (الاسم العلمي:Illicium henryi) هو نوع نباتي يتبع جنس الليسوم من فصيلة الشزندرية.